# خشخاش خشن

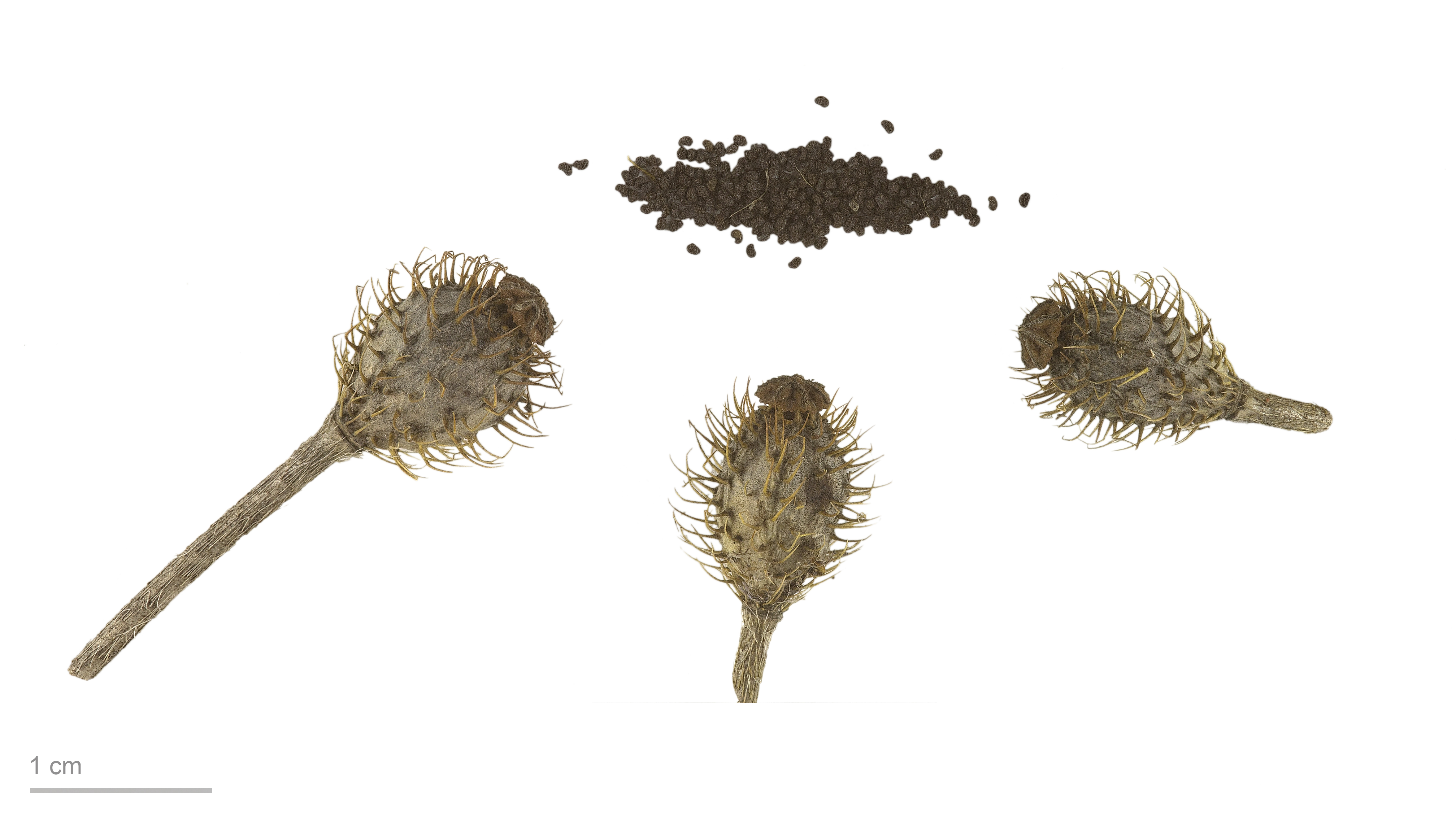
Papaver hybridum

خشخاش خشن یا پاپاور هیبرید (انگلیسی: Papaver hybridum) گونه گسترده‌ای از گیاهان گلدار در خانواده یا تبار شقایقیان است. بومی منطقه مدیترانه و غرب آسیا تا هیمالیاهای غربی است و به بسیاری از سایر نقاط اروپا، آفریقای جنوبی، تمام استرالیا، برخی از ایالات ایالات متحده، شیلی و آرژانتین معرفی شده‌است. این یک علف هرز جزئی از محصولات غلات است و انتظار می‌رود دامنه آن به دلیل تغییرات آب و هوایی بسیار گسترش یابد.
کمیاب‌ترین خشخاش، با گلبرگ‌های قرمز کوچک که دارای یک لکه سیاه در پایه است. کپسول بذر آن به شکل کره است و با موهای سفت زرد پوشیده شده‌است.